# Louis d'Estissac

Brasão de Armas dos Senhores de Estissac

Brasão de Armas dos Senhores de Madaillan

A região do Saintonge.

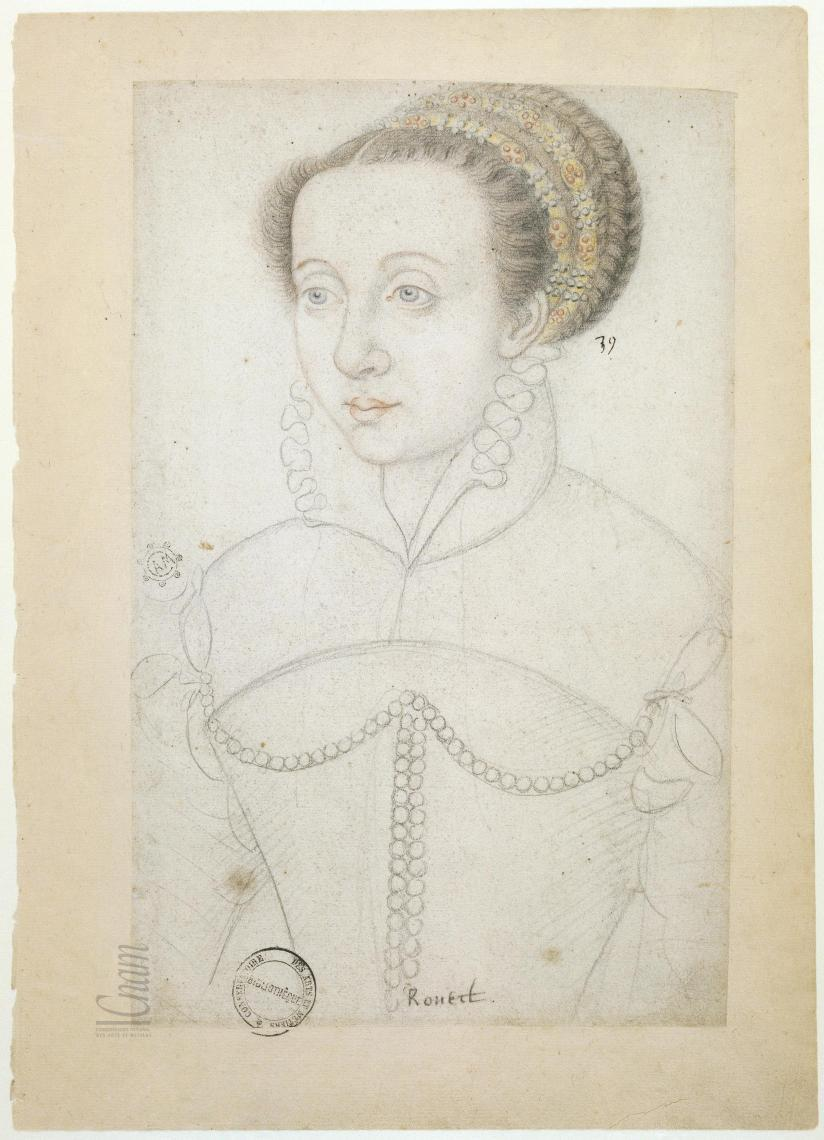
Louise de La Béraudièred'après num desenho de François Clouet.

Louis de Madaillan d'Estissac ou simplesmente Louis d'Estissac, nasceu em 1506 e morreu em 1565. Ele foi uma figura proeminente na região do Périgord, La Rochelle e Poitou em meados do séc XVI, sobretudo nas relações de proximidade com a família real francesa e com homens de cultura da época, a exemplo de François Rabelais, Jean Bouchet, entre outros. Para a história, todavia ficaria o registro de seus conhecimentos na alquimia, registrado sobremaneira por Fulcanelli. Outros escritores igualmente se referem ao conteúdo de sua obra alquimista, como por exemplo, François Robertet, (morto antes de 1532), que dedicou poemas aos d'Estissac, notadamente Louis. Os poemas de Robertet foram publicados em 1533 em Lião por François Juste e deixam claro que o autor estava familiarizado com com os d'Estissac. Também François Rabelais, Jean Bouchet e outros mantiveram relativa correspondência com Louis.

## Biografia
Louis nasceu em 1506, em Coulonges-sur-l'Autize, em Poitou, (região do Deux) e aí morreu em 1565 aos 69 anos. Ele descendia das nobres famílias de Luxemburgo, Rochechouart, Chabot e Melun. Era um dos três filhos de Bertrando de Madaillan d'Estissac (1475-1522 e de Catarina Chabot (1485-1522) de Jarnac. Seus dois irmãos eram Arnaldo de Madaillan d'Estissac (???-1569) e João de Madaillan d'Estissac (???-depois de 1576. Sua bisavó materna era Isabel de Rochechouart, sua avô materna era Madalena de Luxemburgo, ele era assim trineto [por parte de mãe] de João IV de Melun. Seu pai [Bertrando] era Senhor de Montaut, Conselheiro real, lugar tenente do rei e governador na Guiena, prefeito e governador de Bordeaux, Senescal d'Agen, Senescal de Périgord. Seu pai fora um homem das armas, servia aos reis franceses, Carlos VIII e, sobretudo a Luis XII, participando com este, em 1499 do Alexandria, em suas campanhas na Itália. 
Com a morte de Bertrando, em 1522, Louis aos 16 anos, órfão, foi viver sob a tutela de seu tio Geoffroy de Madaillan d'Estissac, em Ligugé. Lá, ele terá contato com os notáveis homens de sua época e, nos anos seguintes, virá o estreitamento de relações com François Rabelais (com quem provavelmente aprendeu filosofia), Zachaire Denis, Jean de Lallemant, etc.
Ao longo de sua existência Louis acumularia os títulos de “Panetier du Dalphin” camareiro do Delfim (durante a infância), Barão d'Estissac,  governador de La Rochelle, d'Aunis e Saintonge, Senhor de Saussignac, de Monteton, de Montclar, Cahuzac, tenente-general em Poitou, Senhor de La Brousse,  serviu, durante certo tempo, ao esquadrão volante de Catarina de Médici, etc.
Em 1526, Louis casou-se com Antoinette d'Aillon (1510-1557) [no diminutivo Anne],  filha de Jacques d'Aillon do Lude ( - 1532), Barão de Sautray, Senescal de Anjou e Joana Madalena d'Illiers, filha de João, Senhor d'Illiers e Margarida de Chourses. Em segundas núpcias Louis se casaria com Luísa de Beraudiere em 1560, filha de Luís Filipe de Beraudiere, Senhor de Ursay.
Três anos após seu primeiro casamento, mais precisamente em 13 de novembro de 1529, ele vai para Bergerac, para prestar auxílio militar e onde é recebido com grandes honras pelos cônsules 
Mas vida ou, alguns detalhes da vida de Louis gira em torno de um certo mistério, mistério que tem duas raízes distintas, a primeira vem a ser a escassez de informações, quase total. A segunda relaciona-se à sua vida propriamente. A fonte mais rica em informações é colhida a partir dos escritos de Fulcanelli, que lhe dedica todo um capítulo em seu livro “Mansões filosofais”, e do qual diz que Louis, “governador de Poitou e da Saintonge, Grande Oficial da Coroa e filósofo hermético […] era um homem de elevado conhecimento, um grande alquimista praticante e um dos melhores seguidores da arte de Hermes […] ele comprou e mudou a chaminé” Ele construiu o castelo coulonges uma das mais belos modelos da arte renascentista. Onde vemos, em muitos anagramas esculpidos, Louis e Anne  e, mais adiante, os filhos nascidos do casal. Brantôme discorre longamente sobre todos os membros da família de Louis, com os quais tinha proximidade.
Luis morreu em 1565, Louise, não casou-se novamente e criou os dois filhos que tiveram: Charles e Claude. Oque mereceu um elogio de Montaigne em uma de suas obras.

## O alquimista
Em 1542 Louis projetou para o Château de Coulonge-sur-l'Autize (Deux-Sevres) uma obra de arquitetura, compreendida por três painéis distintos, com características e indícios profundamente alquimistas. Fulcanelli em seu livro Habitações Filosóficas, dedica-lhe um capítulo inteiro. Ele figura como um grande alquimista, entre nomes como o do Conde de Saint-Germain e de Johannes Trithemius, mestre de Paracelso e Cornelio Agrippa.

## O Castelo
O assim chamado Castelo Coulonges-les-Royaux, Coulonges-les-Réaux e posteriormente Coulonges-sur-l'Autize teve a sua existência, quase toda, ligada aos d'Estissac. Foram eles os seus construtores e foi lá que viveram.
A primeira menção relativa à localidade,  áquela época núcleo ou vilarejo, data de 978, constante em um documento de herança. A cidade formou-se, se expadiu e, tempos depois, num documento datado de1207, o pequeno e medieval Castelo Coulonges-les-Royaux, uma propriedade de senhores locais, é mencionado em uma refrência ao seu senhorio.  Outra referência é registrada quando o rei Luis XI, em 1469, passa algum tempo no "Coulonges-sur-l'Autize". 
O castelo de Coulonges-les-Reaux, "atualmente Coulonges-sur-l'Autize", foi palco de desavenças e acordos entre o rei Luis XI e o irmão Carlos de Guiena.  Foi lá que, em 18 de setembro de 1469, o rei e o irmão, durante uma reconciliação, assinaram um tratado sobre os limites e privilégios de Carlos. -  Com isso o rei sobrelimita as prerrogativas e pretensões de Carlos. Na verdade, o que Luiz queria o irmão Carlos longe do Ile-de-France e da Borgonha, o que o rei pretendia evitar era ver a Guiena reconquistada depois de apenas quinze anos, num país onde ainda havia disputas entre clãs ou partidos. Era exatamente isso o que fazia o rei, uma escolha política Geo-Política. Após a morte do duque Carlos, em 1472, à falta de um herdeiro, o Rei recebe vários grandes capitães e conselheiros do falecido e incorpora a Guiena à coroa, sem combates. Por razões políticas, graças às suas boas relações com Carlos de Guiena "Carlos de França", irmão do rei Luis XI, de quem era o favorito, João e a família caem nos desfavores de Luiz XI, a fortaleza de Coulonges, construída por Amauri, é feita ruínas pelas tropas do rei em 1471, que temia este estreitamento de relações entre os d'Estissac e Carlos de Guiena.
Vale relembrar que família havia alçado grande distinção nos serviços à coroa francesa; que em 1447 Amauri de Madaillan d'Estissac, senhor de Coulonges, havia comprado a propriedade e o senhorio do castelo Coulonges-les-Royaux, do Cherveux e outras e que, por isso, os Madaillan d'Estissac passaram a ser a proprietários daquela localidade e que o próximo d'Estissac, João de Madaillan d'Estissac, herdara do tio Amauri a propriedade e os títulos.

### Primeira reconstrução
Com a morte de Carlos de Guiena em 1472, João, além do perdão real de Luis XI, recebe a autorização para reconstruir [ou construir] o castelo (não defensivo), no coração da cidade.  Como documenta a carta escrita pelo rei e enviada ao tenente do Senescal em Poitou, em 23 de dezembro de 1472. João de Madaillan d'Estissac  havia recebido autorização para reconstruir não apenas o castelo de Coulonges-les-Royaux, mas também o de Bois-Pouvreau,   destruídos, em 1471, por ordem do mesmo rei, , dando a ambos um estilo renascentista. Com esta permissão e com a sucessão dos fatos posteriores, os Madaillan d'Estissac, se firmariam definitivamente na região. João, avô de Louis, abria um precedente histório que voltaria a se repetir.  - 

### Segunda reconstrução
A reconstrução do castelo Coulonge-sur-l'Autize (Deux-Sevres) VER SITE  é tida como a inspiração do bispo Geoffroy, realizada pelo sobrinho Louis. Alguns autores tributam a Geoffroy a concepção inicial da reconstrução, homem dinâmico, esclarecido e ambientado perfeitamente nas ideias renascentistas, não seria de todo estranhável. 
Se é uma informação verdadeira ou não, as fontes não são claras. O que se pode precisar é que as obras tiveram início por volta de 1542, um ano antes da morte do bispo e foram, ao que se supõe, concluídas em torno de 1556 e 1558 e que coube a Louis, de fato, tanto o projeto quanto a reconstrução do Coulonge-sur-l'Autize  e de toda a obra arquitetônica que o caracterizaria. Obra esta compreendida por três painéis distintos, com traços e indícios notadamente alquimistas e que, por isso, levou Fulcanelli, em seu livro "Habitações Filosofais", a dedicar-lhe todo um capítulo. e colocá-lo entre os grandes nomes da alquimia, como o Conde de Saint-German, Johannes Trithemius (o mestre deParacelso), Nicolas Flamel, Cornelio Agrippa, etc. Relativamente à reconstrução do castelo, são essas as palavras emprestadas de Fulcanelli:

"...Louis d'Estissac, governador de Poitou e Saintonge, Grande Oficial da Coroa e filósofo hermético... [...] ..., contemporâneo de Rabelais, Denys Zachaire e Jean Lallemant, quis também consagrar à ciência de sua preferência particular, uma mansão digna dela. Aos trinta e cinco anos, concebeu o projecto de um interior simbólico onde se achariam, divididos habilmente e cuidadosamente ocultados, os símbolos secretos que haviam guiado seus trabalhos. Uma vez, bem estabelecidos, os temas foram convenientemente velados - a fim de que o profano não pudesse distinguir seu sentido misterioso - e traçadas as grandes linhas arquitetônicas, confiou a execução a um que foi, talvez - pelo menos é essa a opinião de [Etienne-Octave Guillaume, conde de] Rochebrune -, [o aquaforista] Philibert de l'Orme. Assim nasceu o magnífico castelo Coulonges-sur-l'Autize (Deux-Sevres), cuja construção levou vinte e seis anos, 1542-1568..." 

Louis projetou, para o interior de seu castelo uma reestrutauração arquitetônica, onde cada detalhe ou peça foram cuidadosa e meticulosamente programados. A obra teve início a partir de um pavilhão [ou pátio] quadrado, formado pela fachada principal de mais de 30 metros que dividia as duas alas existentes, a seguir construiu-se a ala leste, depois a ala sul. As alas atingiam 40 metros de comprimento. Depois foram construídas a capela, a galeria em arcadas, etc. Um dos pontos altos foi o teto, todo ele feito em peças esculpidas em pedra e ajustadas, ou encaixadas, como caixas, divididas em pequenos quadrados e cada um deles contendo um símbolo, signo ou figura hermética, que adornavam o corredor e a sala do Tesouro e que agora decoram a Sala de Jantar   -  do castelo de Terre-Neuve, chamada de Oficina", ou "l'Atelier". Fulcanelli acrescenta:

"Ele compõe-se de, aproximadamente, uma centena de caixotões, todos diferentes, um deles datado de 1550 traz o monograma de Diana de Poitiers."

Este é o caso de uma chaminé,  mencionada em vários textos que versam sobre alquimia, e citada por diversos autores e estudiosos do hermetismo. A chaminé [ou Lareira], e também chamada de "Chaminé alquímica", tornou-se célebre como um símbolo alquímico. Totalmente esculpida com símbolos relacionados à obtenção da pedra filosofal. Sua arquitrave datada de 1563, contém a máxima: “nascendo quotidie morimur” (Ao nascer, morremos todos os dias). -   Esta chaminé, juntamente com outras peças do "Coulonges-sur-l'Autize" é hoje um adorno, localizada à direita, no "Grande Salão" do castelo de "Terre-Neuve".  Totalmente esculpida com símbolos relacionados à obtenção da pedra filosofal e, mais à frente e ainda em relação à chaminé e, citando Limojon de Sanit-Didier  Fulcanelli menciona a relação com os mercúrios e diz que:

"... É nas terras de nossa chaminé [ou lareira] onde também se eocontram as conchas de Santiago, também chamadas benditeira, porque é nelas se conserva a água benta, qualificação que os antigos davam à água mercurial". e que "...a alquimia é uma ciência verdadera e palpável, como a química, de extensão e progresso, e não a aquisição empírica de um segredo de fabricação de metais preciosos” 

### O fim do castelo

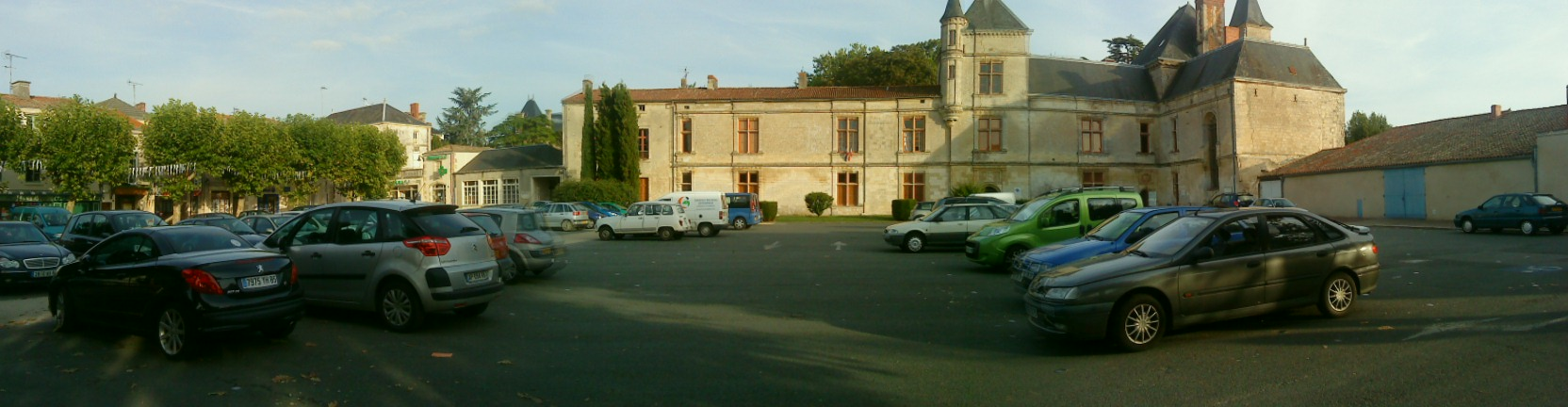
Praça do castelo de Coulonge-sur-l'Autize (Deux-Sevres)

Louis morreu em 1565, Louise, não casou-se novamente e criou os dois filhos do casal: Charles e Claude, o que mereceu um elogio de Montaigne em uma de suas obras.
O castelo sem seu proprietário, foi aos poucos caindo no descuido. Daí por diante passaria aos diversos ramos da família: os  Lezay, os Lusinhão que perderiam o interesse em preservá-lo. Entre os anos 1574 e 1585, o castelo estaria entre os campos protestantes e católicos e muitos desses líderes teriam sua passagem pelo castelo. Charles, o filho de Louis, que seria aquele que representaria a continuidade do ramo familiar, havia morrido em um duelo. O castelo decai visivelmente, passa por intempéries e por vicissitudes das mais diversas.
Nos anos que se seguem a situação piora sensivelmente e em 1792, já em ruínas, os prédios são vendidos a vários indivíduos. No ano seguinte, 1793, numa época marcada pelaRevolução Francesa, o castelo é vendido como patrimônio nacional. O mobiliário, as varandas, esculturas em pedra, teto e até as torres estavam de canto, tudo disperso  e tudo nada mais era que um vazio, paredes nuas. Tudo foi perdido, mas algumas peças de arte, em 1866, foram adquiridas pelo Sr. Etienne-Octave Guillaume e com isso ele salvou as principais peças de entrada do castelo, os caixotões do teto,  a grande escadaria, a porta da capela, a grande chaminé alquímica e outras, as fez desmontar e transportar ao seu castelo, o Terre-Neuve, em Fontenay-le-Comte (Vendeia) para servirem de ornamento à sua ”Sala de Jantar”, o ”Grande Salão” e para o embelezamento de sua propriedade de Fontenay le Combe (Vendée).
No início do século XX, Jean Alix compra parte do castelo. Depois de ficar alguns anos nas mãos do Conde de Hosier, o castelo e seus jardins são adquiridos, em 1933, pela cidade e é onde agora funciona a Câmara Municipal. Alguns anos depois, em 1970, tiveram início um processo de restauração do antigo prédio que, desde 1994, tornou-se um monumento histórico.

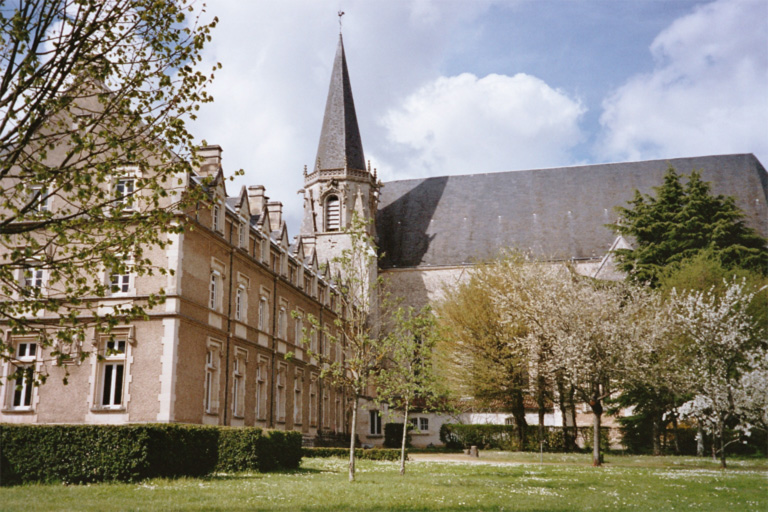
A abadia de St. Martin em Ligugé
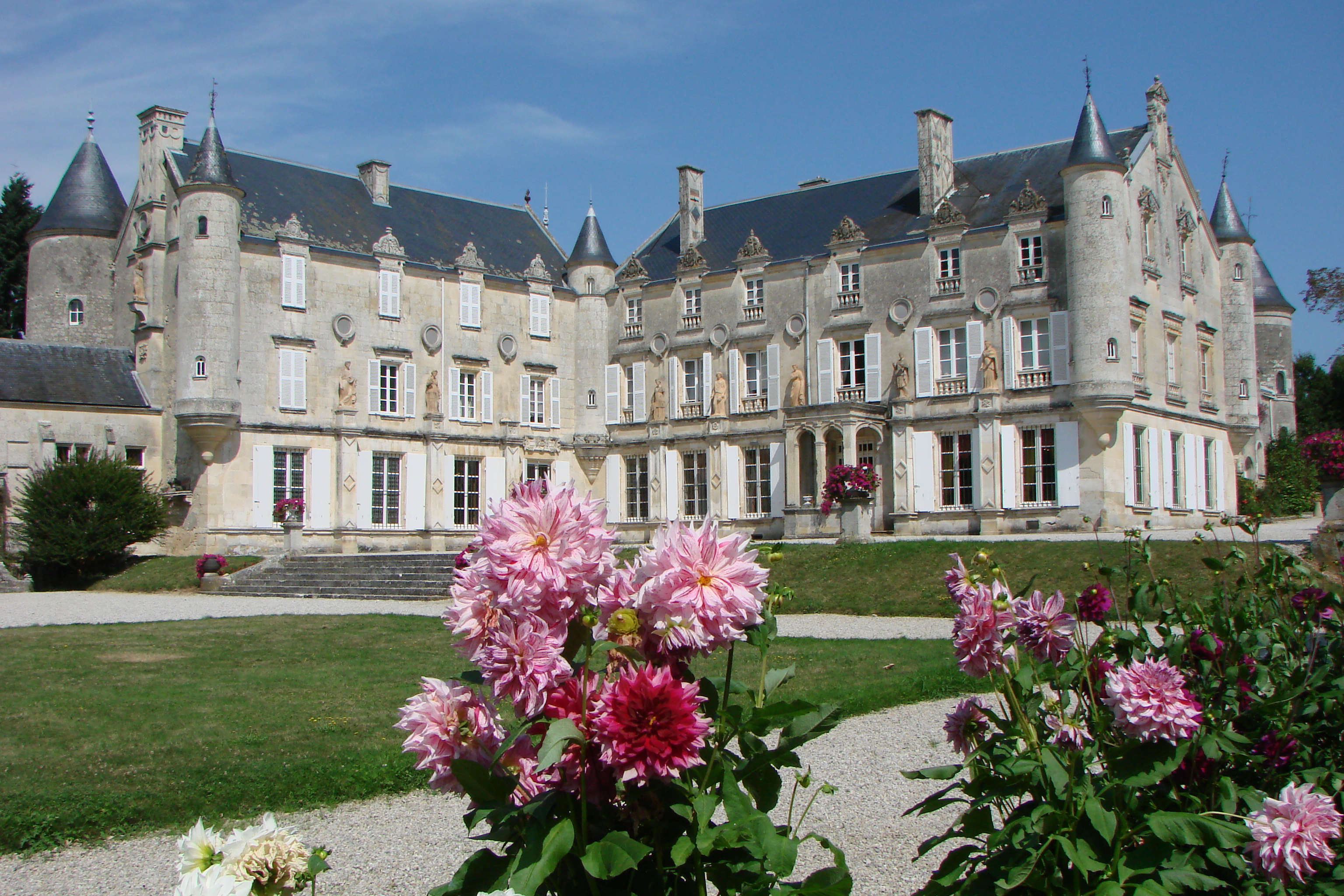
Fontenay-le-Comte Castelo Terre-Neuve
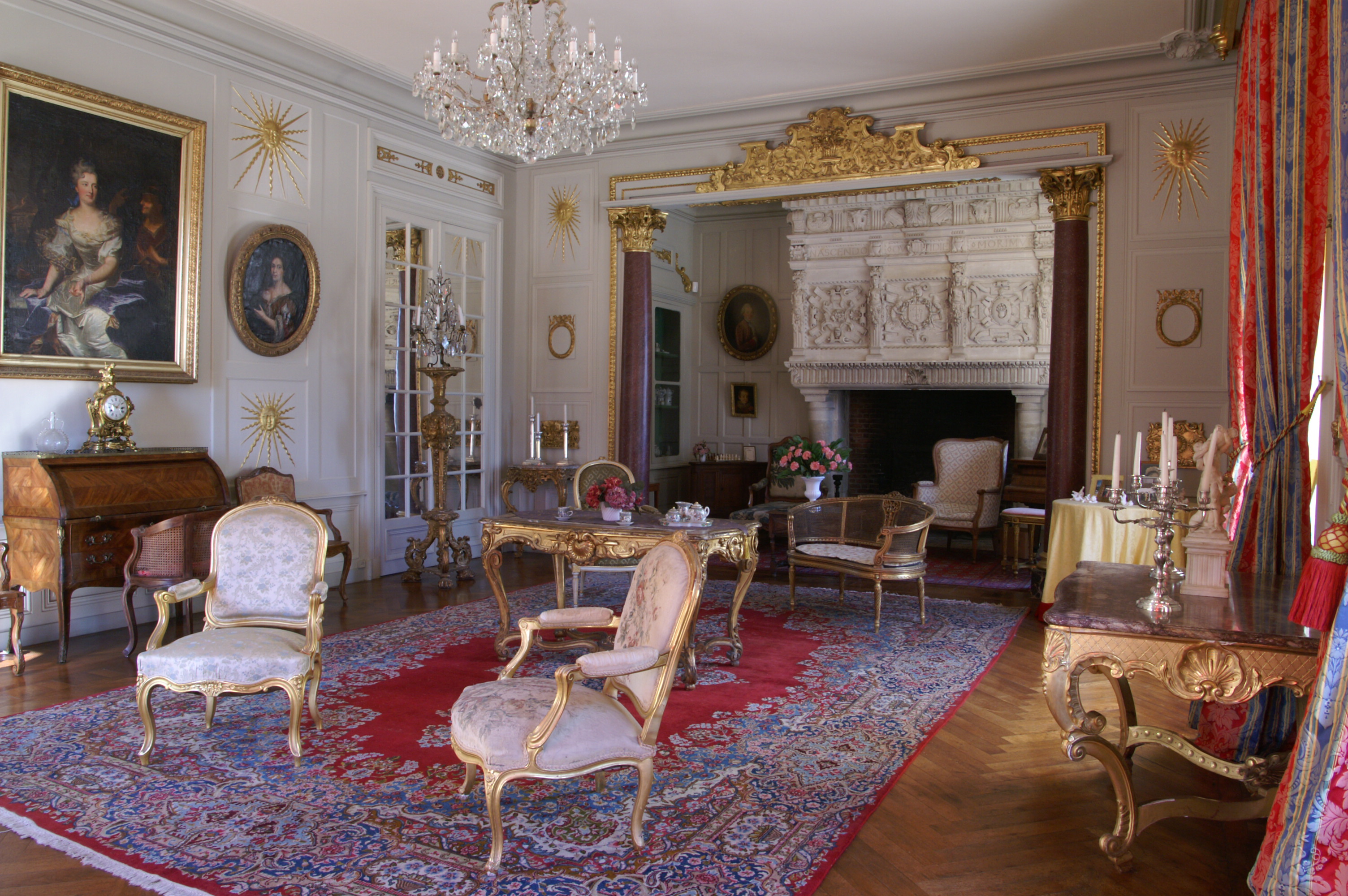
O Grande Salão
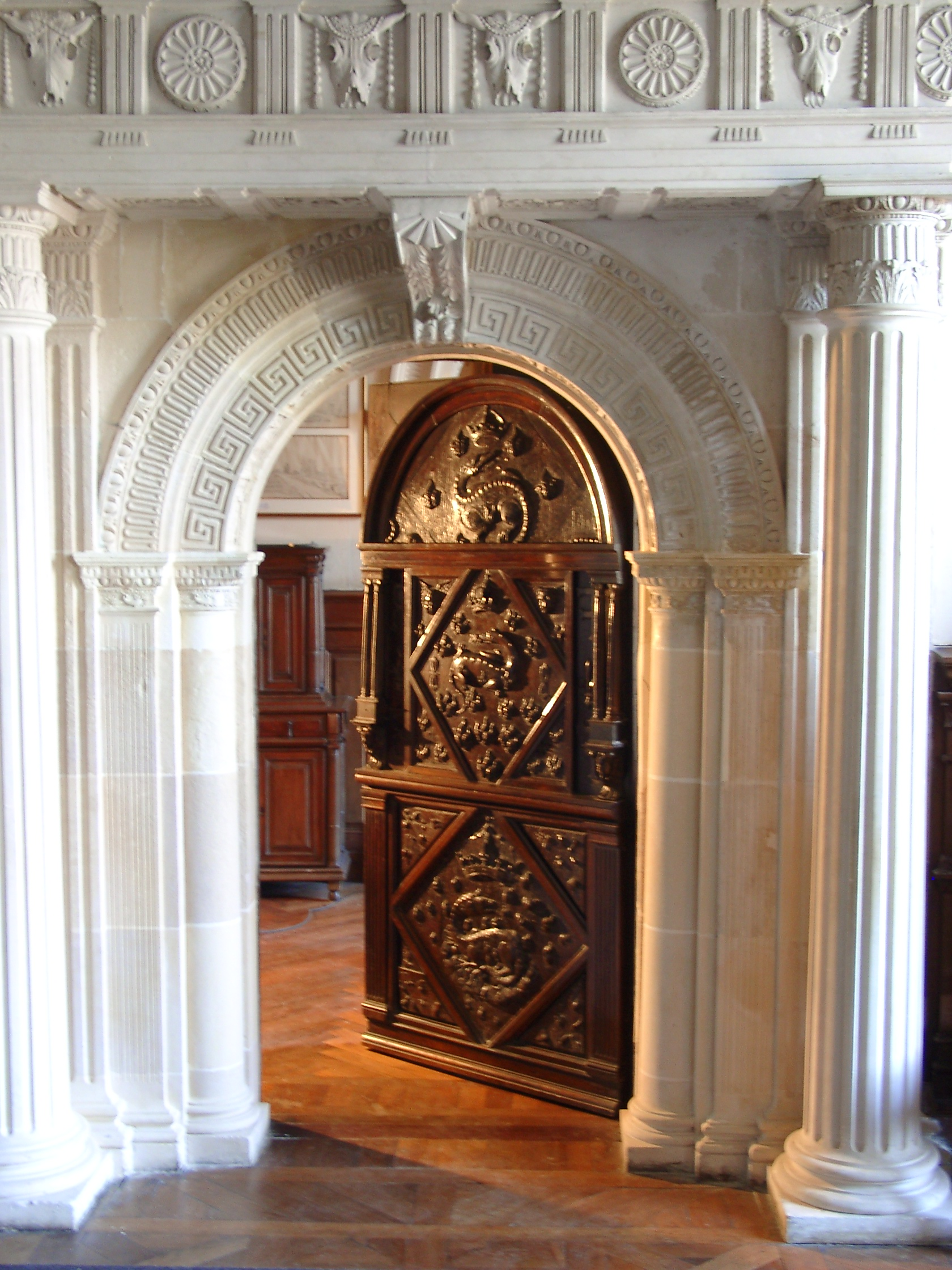
A porta da Sala de Jantar
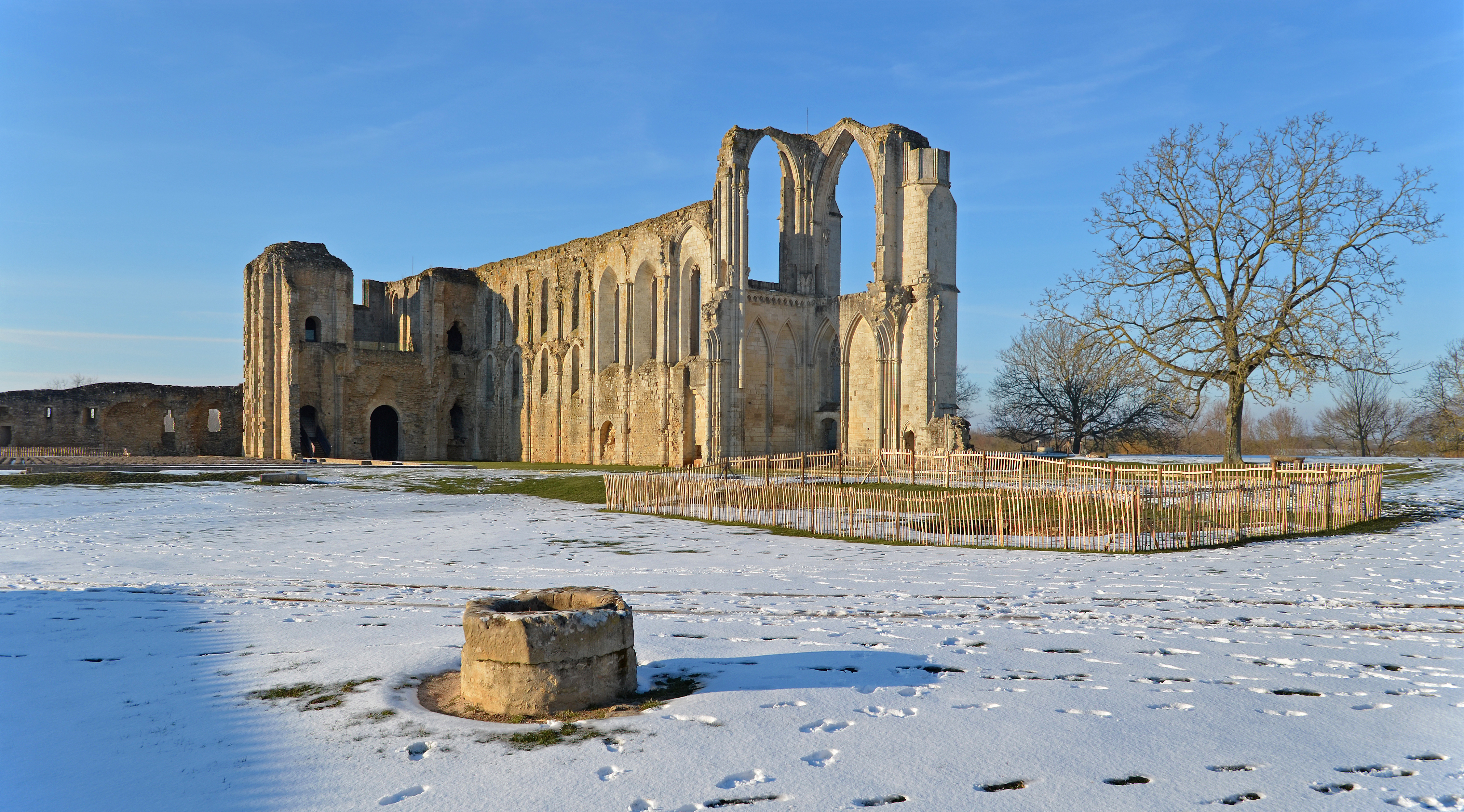
Antiga catedral São Pedro de Maillezais
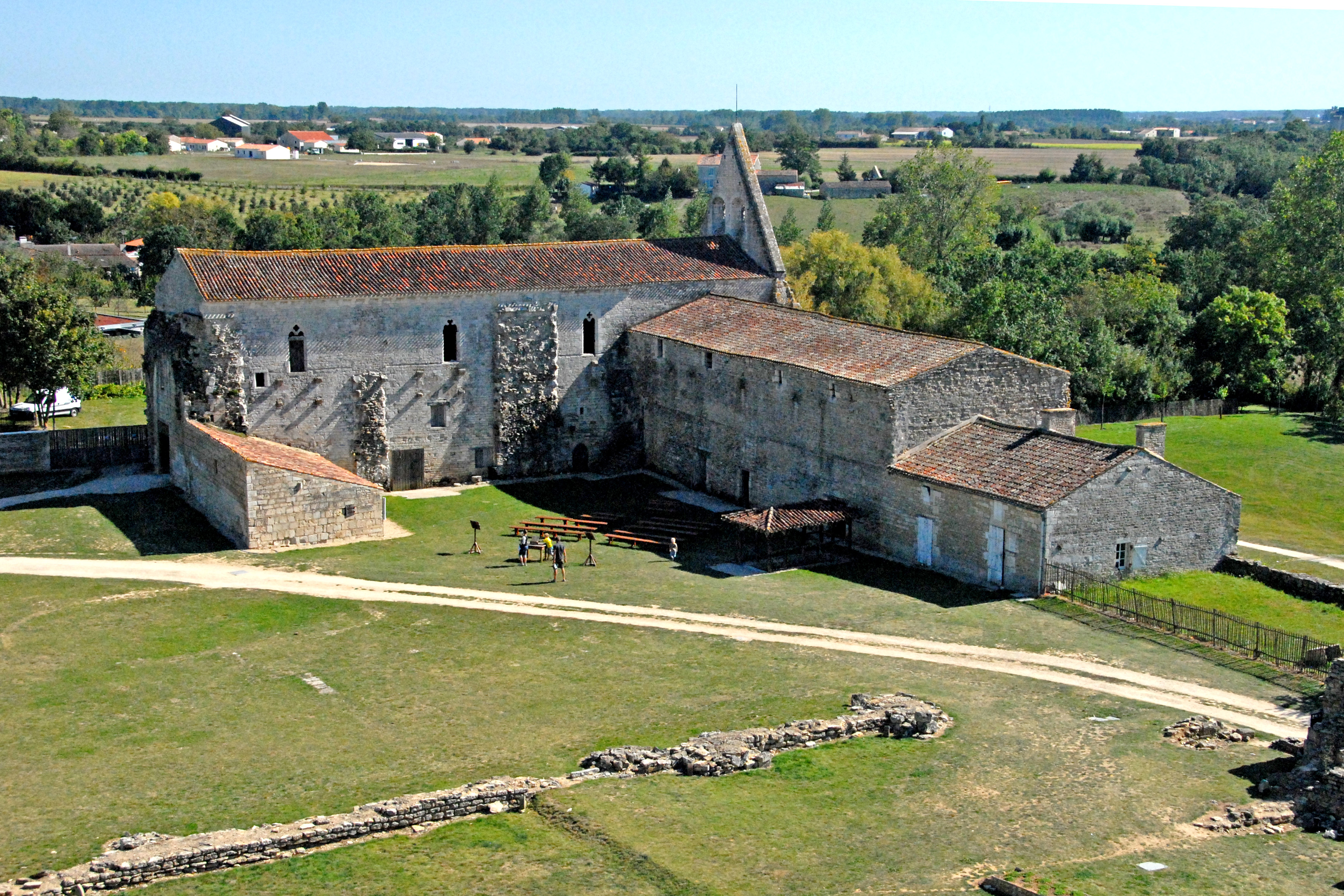
Ruinas do antigoa mosteiro de Maillezais
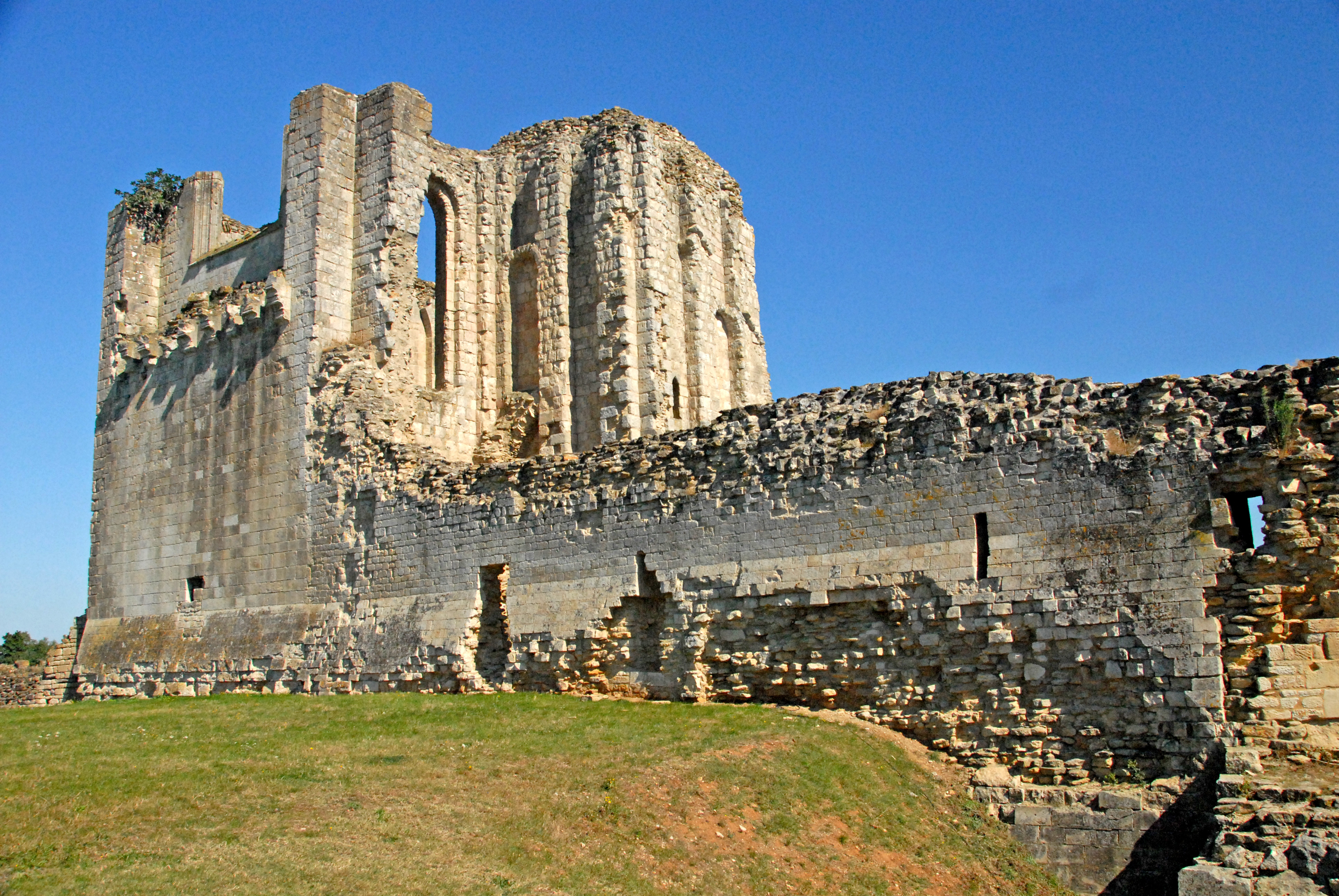
Ruinas da antiga abadia de Maillezais